# Alin Potok
Alin Potok (en serbe cyrillique : Алин Поток) est un village de Serbie situé dans la municipalité de Čajetina, district de Zlatibor. Au recensement de 2011, il comptait 190 habitants.

## Géographie
Alin Potok est situé dans la partie sud-est du plateau de Zlatibor, à une altitude de 981 m. Le village se trouve à 30 km au sud d'Užice, le centre administratif du district de Zlatibor et à 15 km de la ville touristique de Zlatibor. Il est entouré par les monts Čigota (1 422 m, au sud-ouest), Krst (1 060 m), Vojište (1 070 m) et Čumski vrh (1 090 m). Il est traversé par la rivière Katušnica. 
Alin Potok est situé sur la route Zlatibor-Sirogojno.

## Histoire
Sous son nom actuel, le village est mentionné pour la première fois en 1812, mais il a sans doute été fondé pendant la période turque de l'histoire serbe. Une école primaire y a été construite en 1922. Le village a été électrifié en 1959.

## Démographie
| 1948 | 1953 | 1961 | 1971 | 1981 | 1991 | 2002 | 2011 |
| ---- | ---- | ---- | ---- | ---- | ---- | ---- | ---- |
| 683  | 712  | 701  | 527  | 440  | 327  | 244  | 190  |

|  |

## Économie
La principale activité économique d'Alin Potok et l'élevage des bovins et l'agriculture. Les habitants du villages étaient réputés pour être de bons artisans du bois, et notamment pour la fabrication d'objet en bois (lits, tables, récipients pour le fromage et la crème), ainsi que de nompreux outils agricoles. Par sa situation dans les monts Zlatibor, le village possède des atouts pour le développement du tourisme rural.